# مجموعات متمايزة موضعيا
في الرياضيات وخاصة الطوبولوجيا، يقال على مجموعات المجموعات الفرعية أنها متمايزة موضعيًا إذا كان يبدو أنها تحتوي على أحد العناصر من وجهة نظر موضعية. وتعتبر دراسة المجموعات المتمايزة موضعيًا جديرة بالاهتمام وهذا طبقًا لما تظهره نظرية بينج للفضاء المتري.

## التعريف الاصطلاحي
إذا كانت X فضاءً طوبولوجيًا. فإن مجموعة {Ga} من المجموعات الفرعية لـX يقال أنها متمايزة موضعيًا، إذا كان لكل نقطة من الفضاء مجاور يقطع عنصرًا واحدًا بالمجموعة على الأكثر. ويقال أن مجموعة من المجموعات الفرعية X متمايزة موضعيًا على نحو يسمح بالعد، إذا كانت الاتحاد القابل للعد لمجموعة متمايزة موضعيًا.

## الخصائص والأمثلة
1. المجموعات المتمايزة موضعيًا دائمًا متناهية موضعيًا. انظر الصفحة المتعلقة بالتناهي الموضعي.
2. إذا تمايزت موضعيًا مجموعة من المجموعات الفرعية للفضاء الطوبولوجي X؛ فيجب أن تتوافق مع الخاصية التي تقول أن كل نقطة من الفضاء تنتمي لعنصر واحد على الأكثر بالمجموعة. وهذا يعني أن مجموعة المجموعات الثنائية غير المترابطة فقط يمكن أن تتمايز موضعيًا.
3. لا يمكن أن يكون لدى فضاء هاوسدورف أساس تمايز موضعي حتى يكون متمايزًا في ذاته. وتنطبق نفس الميزة على T1|T1 فضاء.
4. يعرف ما يلي باسم نظرية بينج للفضاء المتري:
فالفضاء X قابل للمترية إذا كان منتظمًا ولديه أساس يتمايز موضعيًا بطريقة قابلة للعد.
5. مجموعة المجموعات الفرعية قابلة للعد تعتبر من حيث القابلية للعد متمايزة موضعيًا. وبناء على ذلك؛ إذا كانت "X" فضاءً متريًا بـأساس قابل للعد، فبذلك تتحقق إحدى تطبيقات «نظرية بينج للفضاء المتري». وفي الواقع تعتبر نظرية بينج في الفضاء المتري نتيجة مباشرة لـنظرية نجاتا-سميرنوف